# Dreadnought (gitaar)

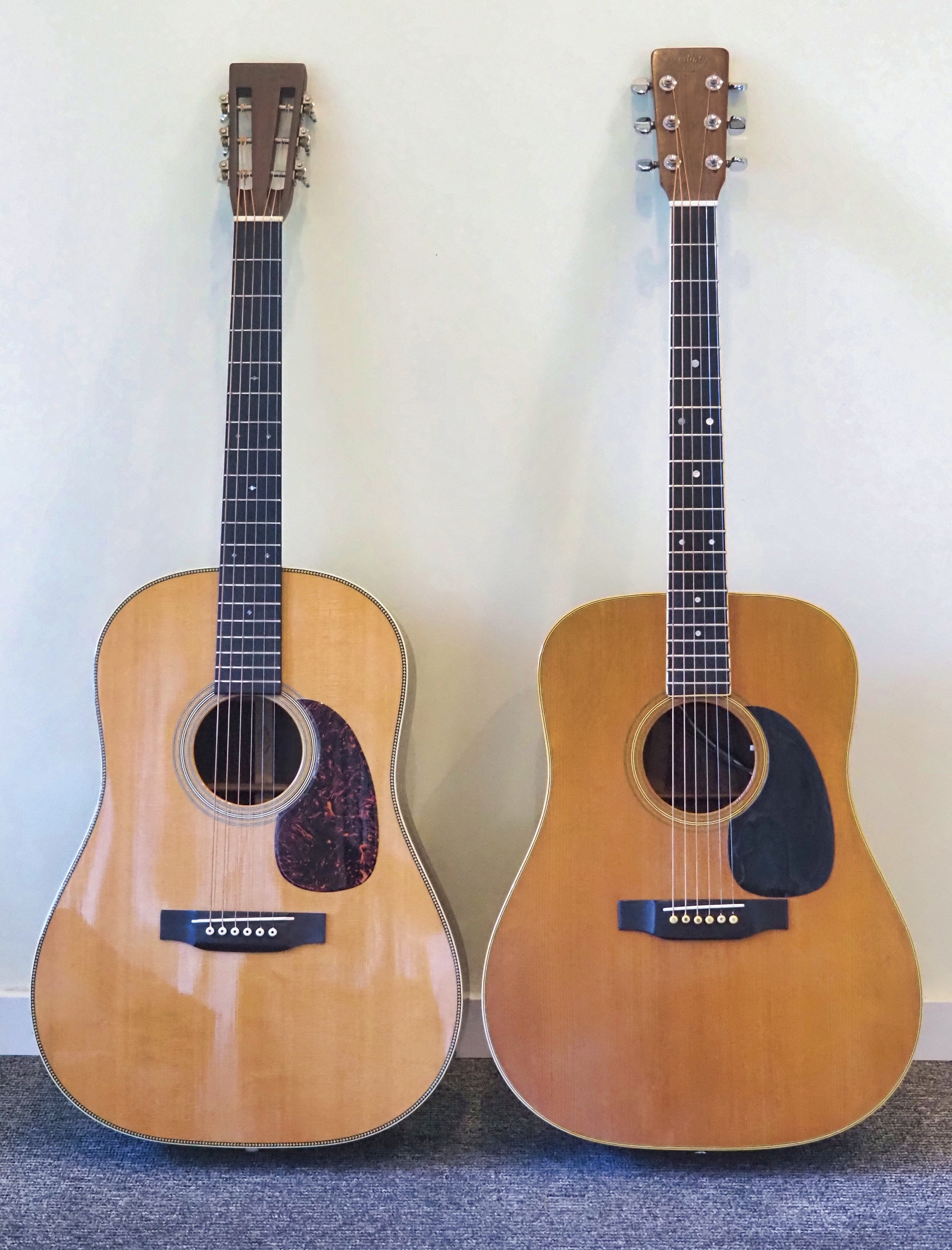
Twee Dreadnoughts, links met de vorm uit 1916 en de halsovergang bij de twaalfde fret, rechts de populaire vorm zoals deze sinds 1933 gebruikelijk is met de hals overgang bij de veertiende fret

De dreadnought is een type westerngitaar dat in 1916 is ontwikkeld door C.F. Martin & Company. De dreadnought-stijl is later door andere gitaarfabrikanten overgenomen en is nu algemeen gangbaar. Soms wordt de naam verkeerd gespeld als "dreadnaught".

## Kenmerken
De klankkast is bij de dreadnought groter dan bij de meeste andere gitaren uit die tijd, en beoogt een krachtiger en vaak harder geluid. Ook is de klankkast hoekiger dan bij klassieke gitaren en de taille is even breed als de schouders. De hals was voor 1933 bij de twaalfde fret aan de klankkast bevestigd. Net als bij de andere staalsnaargitaren van Martin werd deze neck joint vanaf 1933 naar de veertiende fret verplaatst waardoor de klankkast iets korter en de schouders hoekiger van vorm werden.
De dreadnoughts van Martin worden in het Engels ook "D-size"-gitaren genoemd, want hun modelnummers beginnen met "D-", bijvoorbeeld "D-18" of "D-45". Bij musici onder elkaar heten ze ook wel kortweg "dreads".

## Geschiedenis
Dreadnought-gitaren zijn genoemd naar het Britse slagschip HMS Dreadnought dat vanaf 1906 een geheel nieuwe categorie grote en krachtige slagschepen inluidde.
Het gitaartype werd in 1916 door Martin speciaal voor de leverancier Oliver Ditson Company ontwikkeld. Pas in 1931 begon Martin onder eigen naam dreadnought-gitaren te produceren. De eerste twee modellen waren de D-1 en de D-2.
De dreadnought-gitaren van Martin zijn populair geworden doordat ze bij folk-muzikanten uit het midden van de 20ste eeuw, waaronder de meeste bluegrass-gitaristen, al gauw de voorkeur genoten. Tegenwoordig worden ze bij de bluegrass-muziek als standaardgitaar beschouwd en bepalen ze mede de klank van dat genre.
De vóór 1946 gemaakte dreadnought-gitaren van Martin zijn bij musici uiterst gewild vanwege hun luide geluidsniveau en bijzondere toon. Vaak worden deze gitaren voor meer dan € 20.000 verkocht. Dit had te maken met de overstap van hout van de toen schaars geworden Rode Spar uit het Adirondackgebergte naar Sitkaspar uit Alaska. In 1969 werd Braziliaans palissander om dezelfde reden vervangen door Indiaas palissander. Martin dreadnoughts met palissander achter- en zijkanten van 1969 en later hebben daardoor nog minder vintage waarde.

## Bekende modellen
De Martin D18 en D28 zijn veruit de bekendste modellen van Martin. De D18 heeft mahoniehouten achter- en zij-kanten waardoor de gitaar zeer warm klinkt. Op de duurdere D28 zijn de zijkant en de achterkant uit palissander vervaardigd. Daardoor klinkt deze gitaar helderder. 

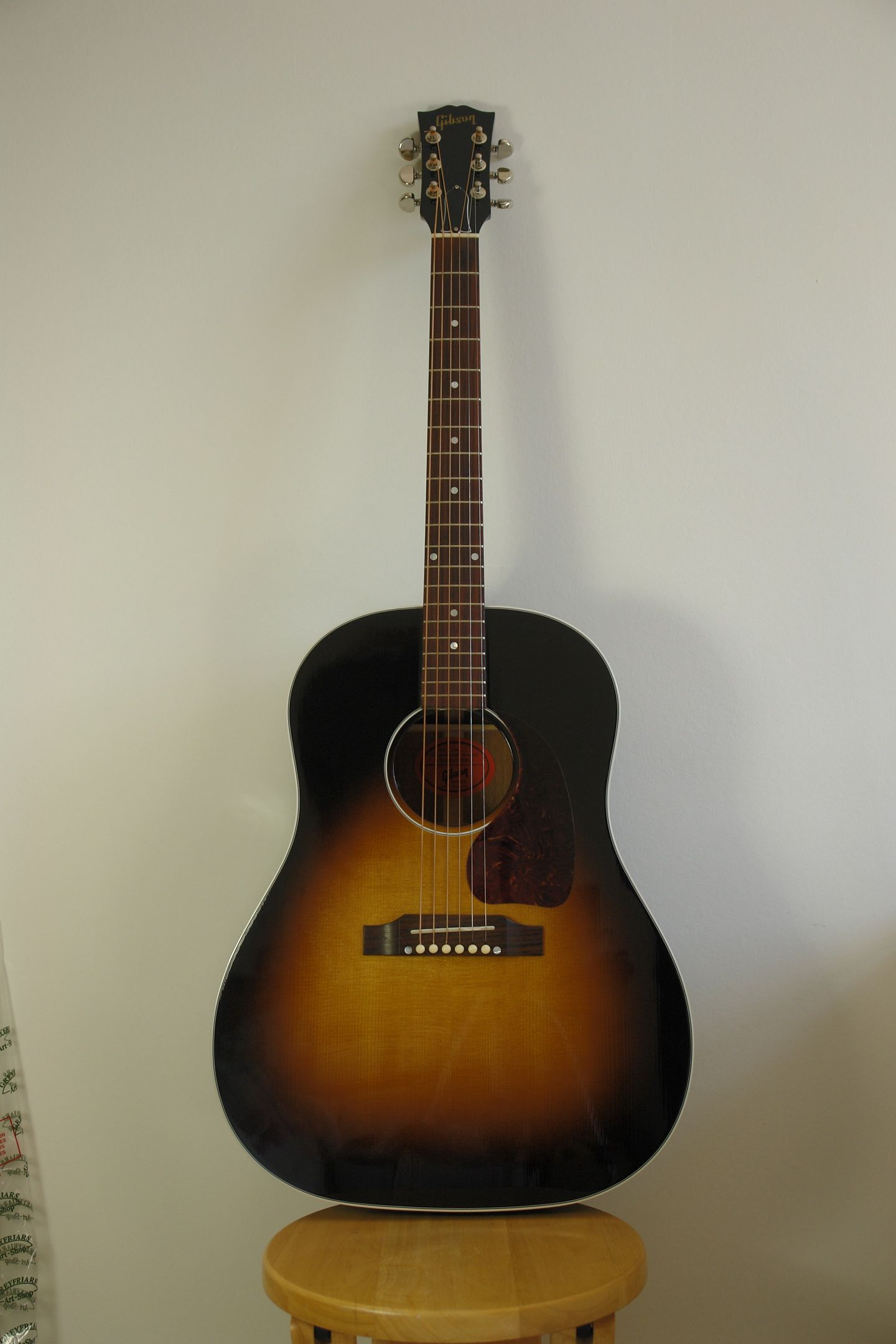
Gibson J45

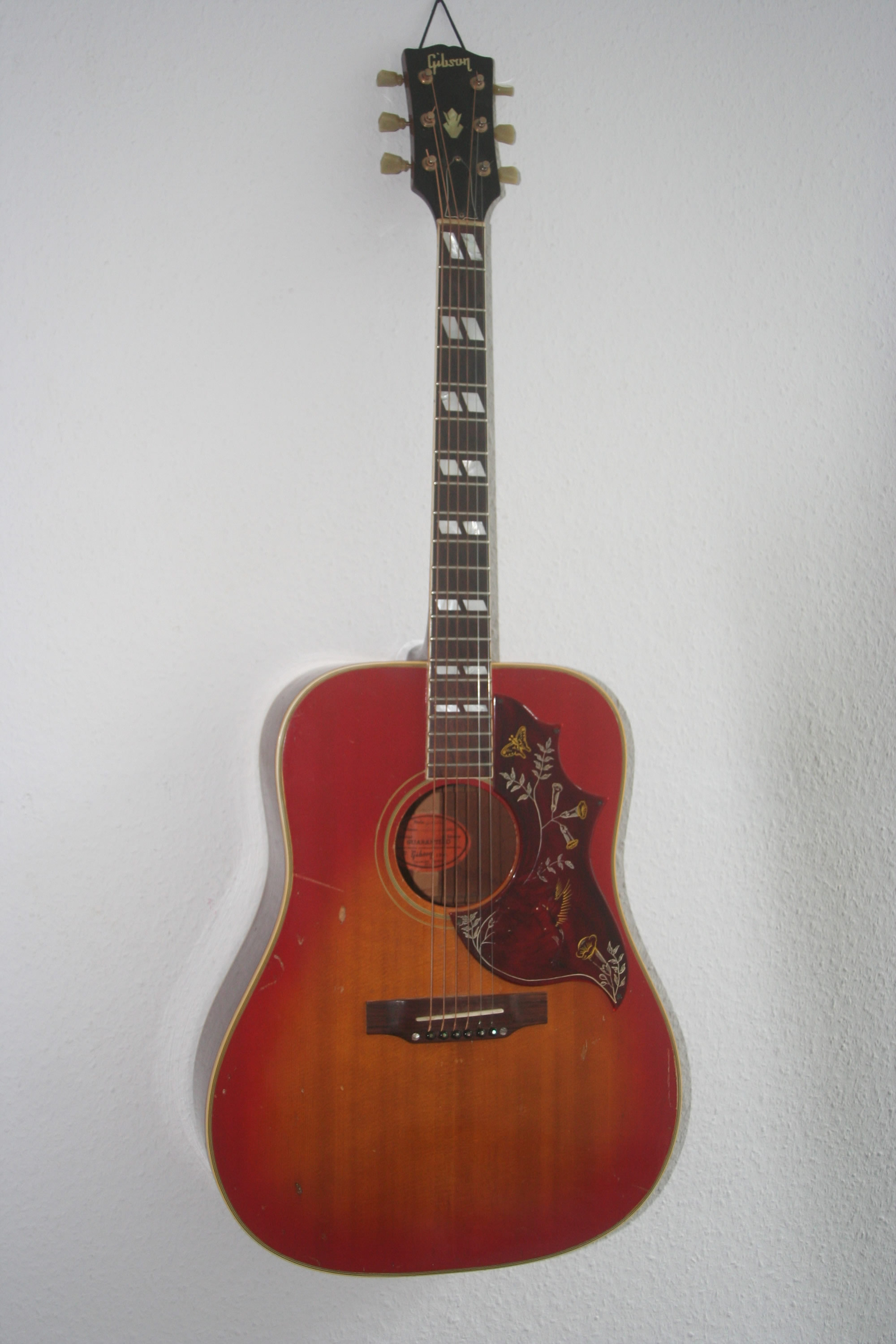
Gibson Hummingbird

Gibson heeft de J-45 en de Hummingbird die net als de genoemde Martins een facto standaard in de popmuziek zijn. De J-45 heeft rondere schouders dan de dreadnoughts van Martin en was in de toenmalige filosofie van Gibson bedoeld als een kleine Jumbo getuige ook de letter "J" in het typenummer. Tegenwoordig worden deze soort gitaren slope shoulder dreadnoughts genoemd.

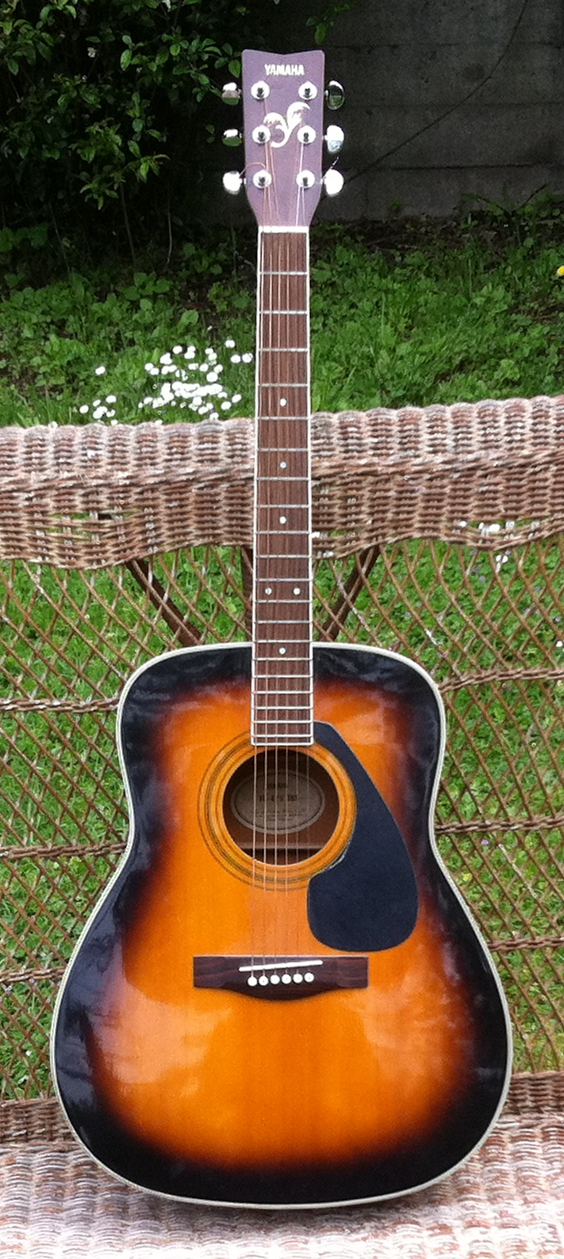
Yamaha FG-425

De Yamaha F of FG (afkorting voor Folk Guitar) en daarop gebaseerde modellen worden door veel gitaristen ook tot de dreadnoughts gerekend. Yamaha gaat er echter prat op dat deze met zijn iets smallere taille een eigen vormgeving heeft en genoeg afwijkt om een opzichzelfstaand model te zijn.